# Адміністративний устрій Коропського району
Адміністративний устрій Коропського району — адміністративно-територіальний поділ Коропського району Чернігівської області  - 2 селищні громади та 8 сільських рад, які об'єднують 65 населених пунктів та підпорядковані Коропській районній раді. Адміністративний центр — смт Короп.

## Список громад Коропського району
| № | Назва                       | Центр     | Населені пункти | Площа км² | Місце за площею | Населення (2015), осіб | Місце за населенням |
| - | --------------------------- | --------- | --- | --------- | --------------- | ---------------------- | ------------------- |
| 1 | Коропська селищна громада   | Короп     | с. Атюша c. Билка с. Борисове c. Будище с. Бужанка c. Вишеньки c. Вільне с. Галичівка c. Городище с. Горохове с-ще Груди с. Гута с. Дрібці с. Єгорівка с-ще Зайцеве с. Карацюбине c. Карильське смт Короп c. Краснопілля с. Кучі с. Лебедин с-ще Лиса Гора с. Лубенець c. Лукнів с. Мохове с. Накот с. Некрите c. Нехаївка с. Новоселиця с. Нориця c. Оболоння c. Поліське с. Поляна с. Придеснянське с. Пуста Гребля с. Ранок c. Риботин c. Рижки c. Рождественське с. Рубанників с. Синявка с. Тарасівка с. Черешеньки с. Чорнявка c. Шабалинів |           |                 | 16106                  |                     |
| 2 | Понорницька селищна громада | Понорниця | c. Верба с. Зелена Поляна с. Осьмаки смт Понорниця с. Рихли |           |                 |                        |                     |

## Список радКоропського району
| № | Назва                       | Центр         | Населені пункти                      | Площа км² | Місце за площею | Населення (2001), чол. | Місце за населенням | Розташування |
| - | --------------------------- | ------------- | ------------------------------------ | --------- | --------------- | ---------------------- | ------------------- | ------------ |
| 1 | Деснянська сільська рада    | c. Деснянське | c. Деснянське с. Сміле               | 35,672    | 7               | 705                    | 7                   |              |
| 2 | Крисківська сільська рада   | c. Криски     | c. Криски с. Великий Ліс с. Іваньків | 66,625    | 3               | 1671                   | 2                   |              |
| 3 | Мезинська сільська рада     | c. Мезин      | c. Мезин с. Курилівка                | 31,581    | 9               | 462                    | 9                   |              |
| 4 | Покошицька сільська рада    | c. Покошичі   | c. Покошичі                          | 39,347    | 6               | 947                    | 4                   |              |
| 5 | Радичівська сільська рада   | c. Радичів    | c. Радичів                           | 41,092    | 4               | 804                    | 5                   |              |
| 6 | Райгородоцька сільська рада | c. Райгородок | c. Райгородок с. Жернівка            | 39,937    | 5               | 539                    | 8                   |              |
| 7 | Розльотівська сільська рада | c. Розльоти   | c. Розльоти                          | 27,358    | 10              | 305                    | 10                  |              |
| 8 | Сохачівська сільська рада   | c. Сохачі     | c. Сохачі с. Подоляки с. Станове     | 35,236    | 8               | 709                    | 6                   |              |

## Список радКоропського району(до 2016 року)
| №  | Назва                        | Центр          | Населені пункти                                               | Площа км² | Місце за площею | Населення (2001), чол. | Місце за населенням | Розташування |
| -- | ---------------------------- | -------------- | ------------------------------------------------------------- | --------- | --------------- | ---------------------- | ------------------- | ------------ |
| 1  | Коропська селищна рада       | смт Короп      | смт Короп                                                     | 10,179    | 27              | 5567                   | 1                   |              |
| 2  | Понорницька селищна рада     | смт Понорниця  | смт Понорниця с. Зелена Поляна с. Рихли                       | 76,41     | 4               | 2967                   | 2                   |              |
| 3  | Атюшівська сільська рада     | с. Атюша       | с. Атюша с. Кучі с. Лубенець с. Пуста Гребля с. Рубанників    | 76,746    | 3               | 1916                   | 3                   |              |
| 4  | Будищенська сільська рада    | c. Будище      | c. Будище                                                     | 27,577    | 25              | 377                    | 26                  |              |
| 5  | Вербівська сільська рада     | c. Верба       | c. Верба с. Осьмаки                                           | 83,379    | 1               | 1154                   | 8                   |              |
| 6  | Вишеньківська сільська рада  | c. Вишеньки    | c. Вишеньки с. Бужанка с. Черешеньки с. Чорнявка              | 38,221    | 17              | 914                    | 14                  |              |
| 7  | Вільненська сільська рада    | c. Вільне      | c. Вільне с. Борисове с-ще Зайцеве с. Тарасівка               | 33,192    | 20              | 634                    | 20                  |              |
| 8  | Городищенська сільська рада  | c. Городище    | c. Городище с. Придеснянське                                  | 27,812    | 24              | 566                    | 22                  |              |
| 9  | Жовтнева сільська рада       | c. Жовтневе    | c. Жовтневе с-ще Груди с. Єгорівка с. Накот с. Синявка        | 74,904    | 5               | 1676                   | 5                   |              |
| 10 | Карильська сільська рада     | c. Карильське  | c. Карильське                                                 | 47,498    | 12              | 981                    | 11                  |              |
| 11 | Краснопільська сільська рада | c. Краснопілля | c. Краснопілля с. Червоний Ранок                              | 66,434    | 7               | 711                    | 17                  |              |
| 12 | Крисківська сільська рада    | c. Криски      | c. Криски с. Великий Ліс с. Іваньків                          | 66,625    | 6               | 1671                   | 6                   |              |
| 13 | Лукнівська сільська рада     | c. Лукнів      | c. Лукнів с. Некрите                                          | 29,164    | 22              | 573                    | 21                  |              |
| 14 | Мезинська сільська рада      | c. Мезин       | c. Мезин с. Курилівка                                         | 31,581    | 21              | 462                    | 24                  |              |
| 15 | Нехаївська сільська рада     | c. Нехаївка    | c. Нехаївка с. Галичівка с. Лебедин с. Нориця                 | 61,202    | 9               | 1878                   | 4                   |              |
| 16 | Оболонська сільська рада     | c. Оболоння    | c. Оболоння с. Гута с-ще Лиса Гора с. Поляна                  | 82,495    | 2               | 971                    | 12                  |              |
| 17 | Покошицька сільська рада     | c. Покошичі    | c. Покошичі                                                   | 39,347    | 16              | 947                    | 13                  |              |
| 18 | Пролетарська сільська рада   | c. Поліське    | c. Поліське с. Горохове с. Дрібці с. Карацюбине с. Новоселиця | 61,186    | 10              | 896                    | 15                  |              |
| 19 | Радичівська сільська рада    | c. Радичів     | c. Радичів                                                    | 41,092    | 14              | 804                    | 16                  |              |
| 20 | Райгородоцька сільська рада  | c. Райгородок  | c. Райгородок с. Жернівка                                     | 39,937    | 15              | 539                    | 23                  |              |
| 21 | Риботинська сільська рада    | c. Риботин     | c. Риботин                                                    | 56,893    | 11              | 1088                   | 9                   |              |
| 22 | Рижківська сільська рада     | c. Рижки       | c. Рижки                                                      | 28,759    | 23              | 406                    | 25                  |              |
| 23 | Розльотівська сільська рада  | c. Розльоти    | c. Розльоти                                                   | 27,358    | 26              | 305                    | 27                  |              |
| 24 | Свердловська сільська рада   | c. Деснянське  | c. Деснянське с. Сміле                                        | 35,672    | 18              | 705                    | 19                  |              |
| 25 | Сохачівська сільська рада    | c. Сохачі      | c. Сохачі с. Подоляки с. Станове                              | 35,236    | 19              | 709                    | 18                  |              |
| 26 | Червоненська сільська рада   | c. Червоне     | c. Червоне                                                    | 47,266    | 13              | 1059                   | 10                  |              |
| 27 | Шабалинівська сільська рада  | c. Шабалинів   | c. Шабалинів с. Мохове                                        | 65,715    | 8               | 1663                   | 7                   |              |

* Примітки: м. — місто, с-ще — селище, смт — селище міського типу, с. — село